# MIC
MIC és un programa diari del SX3, produït per Televisió de Catalunya. S'emet diàriament des del 2005 i s'adreça als nens entre 2 a 6 anys.

El Mic, la mascota del programa.

El protagonista del programa és el Mic, un titella fet de llana de color carbassa. El Mic viu aventures al costat dels seus amics: en Cincsegons, el Cargol i la Mosca. Al costat d'aquestes petites històries hi ha reportatges breus sobre les experiències i descobertes dels nens i nenes. El programa és un espai pensat per despertar els sentits, provocar emocions i acompanyar els més petits en la seva particular descoberta del món.
L'equip de MIC, Laia Gimó, Jordi Barcelona i Manel Trias volia crear un titella molt pròxim als nens, que tinguessin ganes d'abraçar-lo i tocar-lo. El creador de titelles Martí Doy se'n va encarregar.
Quan va aparèixer, el MIC3 es deia Super3 Mic, on la Iaia Mica el presentava sola dins una sala plena de peluixos i joguines, fins al 21 de juny de 2007.
El juny de 2013 va editar el seu primer disc, sota el títol de MAC, MEC, MIC! Tres anys després, el 2016, va aparèixer el segon disc del programa, TOCA'T EL MELIC. Tots dos treballs discogràfics han estat reconeguts amb un Disc d'or.
El 2017 el programa va celebrar els 10 anys en antena.